# 錫爾角
錫爾角（英語：Seal Point）是南極洲的海岬，位於葛拉漢地的特里尼蒂半島，處於伊格爾灣和哈特灣之間的霍普灣東南岸，由瑞典探險隊發現，現時由南極條約體系管理。
63°24′S 56°59′W / 63.400°S 56.983°W